# Saint-Jacques-d’Aliermont
Saint-Jacques-d’Aliermont ist eine  Gemeinde mit 362 Einwohnern (Stand: 1. Januar 2022) im französischen Département Seine-Maritime in der Region Normandie (vor 2016 Haute-Normandie). Sie gehört zum Arrondissement Dieppe und zum Kanton Dieppe-2 (bis 2015 Kanton Envermeu). 

## Geographie
Saint-Jacques-d’Aliermont liegt etwa 22 Kilometer südöstlich von Dieppe. Umgeben wird Saint-Jacques-d’Aliermont von den Nachbargemeinden Saint-Nicolas-d’Aliermont im Norden und Nordwesten, Notre-Dame-d’Aliermont im Osten und Nordosten, Saint-Vaast-d’Équiqueville im Südosten, Freulleville im Süden, Meulers im Süden und Südwesten sowie Dampierre-Saint-Nicolas im Westen und Nordwesten.

## Bevölkerungsentwicklung
| Jahr                      | 1962 | 1968 | 1975 | 1982 | 1990 | 1999 | 2006 | 2013 |
| Einwohner                 | 239  | 259  | 228  | 271  | 319  | 325  | 352  | 370  |
| Quelle: Cassini und INSEE |      |      |      |      |      |      |      |      |

## Sehenswürdigkeiten
- Kirche Saint-Jacques aus dem 19. Jahrhundert